# Отниелозавр
Отниелозавр (лат. Othnielosaurus) — род динозавров из клады Neornithischia отряда птицетазовых, живших во времена верхней юры (161,2—145,0 млн лет назад) на территории современного штата Юты (США). Название дано в честь знаменитого палеонтолога Отниела Чарлза Марша.

## История изучения
Первоначально Марш описал часть ископаемых остатков из формации Моррисон как вид Laosaurus consors Marsh, 1894. Род Laosaurus был придуман для окаменелостей, первоначально отнесённых к роду Othnielia, которых было слишком малое количество, чтобы давать им отдельное имя; ныне этот момент является предметом многолетних исследований по уточнению таксономии, составленной Маршем и его соперником Эдвардом Дринкером Копом во время так называемых Костяных войн.
Начиная с работ Galton 1977 года, фоссилии стали относить к виду Othnielia rex. В 1990 году Bakker и др. восстановили вид под названием Othnielia consors (Marsh, 1894). В 2007 году Galton выделил этот вид в отдельный род Othnielosaurus.

## Систематика
Galton первоначально классифицировал отниелозавра как представителя клады Euornithopoda. В 2012 году Han и др. перенесли род в кладу Neornithischia.